# Lyckeby församling
Lyckeby församling var en församling i Lunds stift.

## Administrativ historik
12 juni 1564 utbröts Sturkö församling, som fram till 1692 ingick i Lyckeby pastorat, med undantag av åren 1650-1653. 1693 var Lyckeby församling en del av Lösens pastorat för att 1743 införlivas i den församlingen.